# Сабљарка (птица)
Сабљарка (лат. Recurvirostra avosetta) је велика црно-бела птица водених станишта из породице сабљарки и властелица, Recurvirostridae. Размножавају се у умереној Европи и преко Палеарктика до Централне Азије, а затим до руског Далеког истока. То је миграторна врста и већином зимује у Африци или јужној Азији. Неке остају да зимују у најблажим деловима свог ареала, на пример у јужној Шпанији и јужној Енглеској. Сабљарка је једна од врста на које се примењује Споразум о очувању афро-евроазијских птица селица водених станишта (AEWA).

## Таксономија
Сабљарка је формално описао шведски природњак Карл фон Лине у свом 10. издању "Systema Naturae" из 1758. године, где јој је дато биномно име Recurvirostra avosetta. Ова врста добија своја енглеска и научна имена од венецијанске речи avosetta. Први пут се појавила у делу Улисеа Алдровандија Ornithologia (1603). Иако се име може односити на црно-белу одећу које су некада носили европски адвокати или правници, стварна етимологија је неизвесна. Друга уобичајена енглеска имена укључују "black-capped avocet", "Eurasian avocet" или само "avocet".
Сабљарка је једна од четири врсте сабљарки које чине род Recurvirostra. Име рода потиче од латинског recurvus, „закривљен уназад“ и rostrum, „кљун“. Студија из 2004. године која је комбиновала генетику и морфологију показала је да је то најдивергентнија врста у роду.

## Опис
Сабљарка је упечатљива бела мочварна птица са истакнутим црним ознакама. Одрасле јединке имају бело перје, осим црне капе и црних мрља на крилима и на леђима. Имају дугачке, подигнуте кљунове и дугачке, плавкасте ноге. Дугачке су отприлике 41,9-45,1 цм, дужина кљуна приближно 7,5-8,5 цм и ноге приближно 7,6-10,2 цм. Распон крила му је приближно 76-80 цм. Мужјаци и женке изгледају слично. Младунче подсећа на одраслог, али са више сивкастих тонова.

## Исхрана
Сабљарке се хране у плиткој води или на муљевитим равницама, често машући кљуновима с једне на другу страну у води, техника храњења јединствена за сабљарке. Углавном једу ракове и инсекте .

## Станиште
Њихово станиште за гнежђење су плитка језера са плитком водом и изложеним блатом. Гнезде се на отвореном тлу, често у малим групама, понекад са другим мочварним птицама. Три до пет јаја полажу у обложеној рупи или на хумку вегетације.

## Оглашавање
Оглашавање сабљарки је далеконосни, течни, мелодични "клуит клуит".

## У Британији
Сабљарка је истребљена као гнездарица у Великој Британији до 1840. године. Њена успешна реколонизација у Минсмиру, Сафок, 1947. године довела је до њеног усвајања као логотипа Краљевског друштва за заштиту птица. Сабљарка се од тада проширила у унутрашњост и ка северу и западу Британије, а гнездила се у Велсу и у Шкотској 2018. године у Скинфлатсу. Сабљарке су виђене како зимују у Браунхаусију, Дамфрису и Галовеју.

## Галерија
- Сабљарка
Керала, Индија
- Сабљарка Венецијанска лагуна, Италија
- Јаје  Recurvirostra avosetta  Колекција Жака Перена де Бришамбоа
- Композитни ИД
- Сабљарка
- Сабљарка Мали Ран од Кача, Индија
- Сабљарка